# Mariager
Mariager est une ville du Danemark qui comptait 2 543 habitants en 2009 ; c’est également le nom de l’ancienne commune administrée par la ville, fusionnée lors de la réforme communale de 2007 dans la nouvelle commune de Mariagerfjord, dans la région du Jutland du Nord, à l’exception de la paroisse de Havndal, rattachée à la commune de Randers dans le Jutland central.